# Manchester United Football Club 2009-2010
Questa voce raccoglie le informazioni riguardanti il Manchester United Football Club nelle competizioni ufficiali della stagione 2009-2010.

## Stagione
Questo è stato il 35º anno di fila nel massimo campionato di serie.

## Maglie
Per la stagione 2009-2010, la maglia di casa del Manchester United è rossa con un scaglione su tutto il torace. La cresta del club si trova sul lato sinistro della V, mentre lo swoosh della Nike, sponsor tecnico, si trova sul lato destro; il logo dell'AIG è in bianco come quello della marca della Nike. La maglia di casa è indossato con pantaloncini bianche con strisce rosse sui lati di entrambe le gambe, e calzettoni neri. La divisa per le partite in trasferta è dello stesso disegno come quella casalinga, però la maglietta è nera con un scaglione sul torace. Come la maglia di casa, quella delle trasferta ha i logo dei sponsor in colore bianco. Questa maglia è completata con pantaloncini neri con strisce blu sui lati delle gambe, e calzettoni neri.

## Rosa
Aggiornato al 14 agosto 2009.
| N. |                          | Ruolo | Calciatore              |
| -- | ------------------------ | ----- | ----------------------- |
| 1  | Paesi Bassi (bandiera)   | P     | Edwin van der Sar       |
| 2  | Inghilterra (bandiera)   | D     | Gary Neville (capitano) |
| 3  | Francia (bandiera)       | D     | Patrice Evra            |
| 4  | Inghilterra (bandiera)   | C     | Owen Hargreaves         |
| 5  | Inghilterra (bandiera)   | D     | Rio Ferdinand           |
| 6  | Inghilterra (bandiera)   | D     | Wes Brown               |
| 7  | Inghilterra (bandiera)   | A     | Michael Owen            |
| 8  | Brasile (bandiera)       | C     | Anderson                |
| 9  | Bulgaria (bandiera)      | A     | Dimităr Berbatov        |
| 10 | Inghilterra (bandiera)   | A     | Wayne Rooney            |
| 11 | Galles (bandiera)        | C     | Ryan Giggs              |
| 12 | Inghilterra (bandiera)   | P     | Benjamin Foster         |
| 13 | Corea del Sud (bandiera) | C     | Park Ji-sung            |
| 14 | Serbia (bandiera)        | C     | Zoran Tošić             |
| 15 | Serbia (bandiera)        | D     | Nemanja Vidić           |
| 16 | Inghilterra (bandiera)   | C     | Michael Carrick         |
| 17 | Portogallo (bandiera)    | C     | Nani                    |
| 18 | Inghilterra (bandiera)   | C     | Paul Scholes            |

| N. |                             | Ruolo | Calciatore              |
| -- | --------------------------- | ----- | ----------------------- |
| 19 | Inghilterra (bandiera)      | A     | Danny Welbeck           |
| 20 | Brasile (bandiera)          | D     | Fábio Pereira da Silva  |
| 21 | Brasile (bandiera)          | D     | Rafael Pereira da Silva |
| 22 | Irlanda (bandiera)          | D     | John O'Shea             |
| 23 | Irlanda del Nord (bandiera) | D     | Jonny Evans             |
| 24 | Scozia (bandiera)           | C     | Darren Fletcher         |
| 25 | Ecuador (bandiera)          | C     | Luis Antonio Valencia   |
| 26 | Francia (bandiera)          | C     | Gabriel Obertan         |
| 27 | Italia (bandiera)           | A     | Federico Macheda        |
| 28 | Irlanda (bandiera)          | C     | Darron Gibson           |
| 29 | Polonia (bandiera)          | P     | Tomasz Kuszczak         |
| 30 | Belgio (bandiera)           | D     | Ritchie De Laet         |
| 31 | Irlanda del Nord (bandiera) | D     | Corry Evans             |
| 32 | Senegal (bandiera)          | A     | Mame Biram Diouf        |
| 36 | Scozia (bandiera)           | D     | David Gray              |
| 38 | Germania (bandiera)         | P     | Ron-Robert Zieler       |
| 40 | Inghilterra (bandiera)      | P     | Ben Amos                |

## Calciomercato

### Sessione estiva(dall'1/7 all'1/9)
| Acquisti | Acquisti              | Acquisti      | Acquisti                   |
| R.       | Nome                  | da            | Modalità                   |
| -------- | --------------------- | ------------- | -------------------------- |
| C        | Luis Antonio Valencia | Wigan         | definitivo (18 milioni €)  |
| A        | Michael Owen          | Newcastle Utd | definitivo (0 €)           |
| C        | Gabriel Obertan       | Bordeaux      | definitivo (8 milioni €)   |
| A        | Mame Biram Diouf      | Molde         | definitivo (4,5 milioni €) |

| Cessioni | Cessioni          | Cessioni          | Cessioni                  |
| R.       | Nome              | a                 | Modalità                  |
| -------- | ----------------- | ----------------- | ------------------------- |
| C        | Cristiano Ronaldo | Real Madrid       | definitivo (93 milioni €) |
| C        | Lee Martin        | Ipswich Town      | definitivo (0 €)          |
| A        | Fraizer Campbell  | Sunderland        | definitivo (7 milioni €)  |
| D        | Richard Eckersley | Burnley           | definitivo (0 €)          |
| A        | Manucho           | Real Valladolid   | definitivo (0 €)          |
| C        | Rodrigo Possebon  | Braga             | prestito                  |
| D        | Danny Simpson     | Newcastle Utd     | prestito                  |
| A        | Mame Biram Diouf  | Molde             | prestito                  |
| C        | Daniel Drinkwater | Huddersfield Town | prestito                  |
| P        | Tom Heaton        | QPR               | prestito                  |
| C        | Tom Cleverley     | Watford           | prestito                  |
| D        | Craig Cathcart    | Watford           | prestito                  |
| D        | David Gray        | Plymouth          | prestito                  |
| D        | James Chester     | Plymouth          | prestito                  |
| P        | Ben Amos          | Peterborough Utd  | prestito                  |
| A        | Febian Brandy     | Gillingham        | prestito                  |
| P        | Tom Heaton        | Rochdale          | prestito                  |

### Sessione invernale(dal 7/1 al 2/2)
| Acquisti | Acquisti         | Acquisti         | Acquisti      |
| R.       | Nome             | da               | Modalità      |
| -------- | ---------------- | ---------------- | ------------- |
| A        | Mame Biram Diouf | Molde            | fine prestito |
| C        | Rodrigo Possebon | Braga            | fine prestito |
| D        | Danny Simpson    | Newcastle Utd    | fine prestito |
| P        | Ben Amos         | Peterborough Utd | fine prestito |
| D        | Craig Catchcart  | Watford          | fine prestito |
| D        | David Gray       | Plymouth         | fine prestito |
| D        | James Chester    | Plymouth         | fine prestito |

| Cessioni | Cessioni        | Cessioni        | Cessioni                 |
| R.       | Nome            | a               | Modalità                 |
| -------- | --------------- | --------------- | ------------------------ |
| D        | Danny Simpson   | Newcastle Utd   | definitivo (750.000 €)   |
| P        | Benjamin Foster | Birmingham City | definitivo (4 milioni €) |
| A        | Danny Welbeck   | Preston N.E.    | prestito                 |
| C        | Zoran Tošić     | Colonia         | prestito                 |
| D        | Matthew James   | Preston N.E.    | prestito                 |
| P        | Tom Heaton      | Wycombe         | prestito                 |
| P        | Ben Amos        | Molde           | prestito                 |

## Risultati

### Community Shield
| Arbitro: | Chris Foy |

|                          |           |                       |
| Carvalho 52’ Lampard 72’ | Marcatori | 10’ Nani 90+2’ Rooney |

### Premier League

#### Girone di andata
| Arbitro: | Lee Mason |

|            |           |  |
| Rooney 33’ | Marcatori |  |

| Arbitro: | Alan Wiley |

|           |           |  |
| Blake 19’ | Marcatori |  |

| Arbitro: | Howard Webb |

|  |           |                                                |
|  | Marcatori | 55’, 64’ Rooney 57’ Berbatov 84’ Owen 90’ Nani |

| Arbitro: | Mike Dean |

|                                               |           |             |
| Wayne Rooney 59’ (rig.) Abou Diaby 64’ (aut.) | Marcatori | 40’ Aršavin |

| Arbitro: | Andre Marriner |

|          |           |                                   |
| Defoe 1’ | Marcatori | 25’ Giggs 41’ Anderson 78’ Rooney |

| Arbitro: | Alan Wiley |

|                                        |           |                              |
| Rooney 2’ Fletcher 49’, 89’ Owen 90+6’ | Marcatori | 16’ Barry 52’, 90+1’ Bellamy |

| Arbitro: | Howard Webb |

|  |           |                         |
|  | Marcatori | 62’ Berbatov 77’ O'Shea |

| Arbitro: | Alan Wiley |

|                                     |           |                   |
| Berbatov 50’ Ferdinand 90+2’ (aut.) | Marcatori | 7’ Bent 58’ Jones |

| Arbitro: | Mark Clattenburg |

|                               |           |            |
| Knight 5’ (aut.) Valencia 33’ | Marcatori | 75’ Taylor |

| Arbitro: | Andre Marriner |

|                        |           |  |
| Torres 65’ N'Gog 90+6’ | Marcatori |  |

| Arbitro: | Phil Dowd |

|                         |           |  |
| Berbatov 55’ Rooney 87’ | Marcatori |  |

| Arbitro: | Martin Atkinson |

|           |           |  |
| Terry 76’ | Marcatori |  |

| Arbitro: | Steve Bennett |

|                                       |           |  |
| Fletcher 34’ Carrick 67’ Valencia 76’ | Marcatori |  |

| Arbitro: | Mike Dean |

|                    |           |                                              |
| Boateng 32’ (rig.) | Marcatori | 25’ (rig.), 48’, 54’ (rig.) Rooney 87’ Giggs |

| Arbitro: | Peter Walton |

|  |           |                                                  |
|  | Marcatori | 45+1’ Scholes 61’ Gibson 70’ Valencia 71’ Rooney |

| Arbitro: | Martin Atkinson |

|  |           |                |
|  | Marcatori | 21’ Agbonlahor |

| Arbitro: | Steve Bennett |

|                                          |           |  |
| Rooney 30’ (rig.) Vidić 43’ Valencia 65’ | Marcatori |  |

| Arbitro: | Howard Webb |

|                                |           |  |
| Murphy 21’ Zamora 45’ Duff 74’ | Marcatori |  |

| Arbitro: | Alan Wiley |

|                  |           |                                           |
| Fagan 59’ (rig.) | Marcatori | 45’ Rooney 73’ (aut.) Dawson 81’ Berbatov |

| Arbitro: | Lee Mason |

|                                                             |           |  |
| Rooney 28’ Carrick 32’ Rafael 44’ Berbatov 50’ Valencia 75’ | Marcatori |  |

| Arbitro: | Mark Clattenburg |

|            |           |                 |
| Jerome 39’ | Marcatori | 63’ (aut.) Dann |

| Arbitro: | Lee Probert |

|                                     |           |  |
| Berbatov 64’ Rooney 69’ Diouf 90+1’ | Marcatori |  |

| Arbitro: | Steve Bennett |

|                          |           |  |
| Rooney 7’, 82’, 85’, 90’ | Marcatori |  |

| Arbitro: | Chris Foy |

|               |           |                                        |
| Vermaelen 79’ | Marcatori | 32’ (aut.) Almunia 37’ Rooney 52’ Park |

| Arbitro: | Lee Mason |

|                                                                                     |           |  |
| Rooney 40’ Vanden Borre 45’ (aut.) Hughes 58’ (aut.) Berbatov 61’ Wilson 69’ (aut.) | Marcatori |  |

| Arbitro: | Peter Walton |

|             |           |                    |
| Cuéllar 18’ | Marcatori | 22’ (aut.) Collins |

| Arbitro: | Howard Webb |

|                                           |           |              |
| Biljaletdinov 18’ Gosling 75’ Rodwell 90’ | Marcatori | 16’ Berbatov |

| Arbitro: | Alan Wiley |

|                          |           |  |
| Rooney 38’, 54’ Owen 80’ | Marcatori |  |

| Arbitro: | Peter Walton |

|  |           |             |
|  | Marcatori | 72’ Scholes |

| Arbitro: | Michael Jones |

|                              |           |  |
| Rooney 45’, 83’ Berbatov 88’ | Marcatori |  |

| Arbitro: | Howard Webb |

|                     |           |           |
| Rooney 11’ Park 59’ | Marcatori | 5’ Torres |

| Arbitro: | Martin Atkinson |

|  |           |                                                |
|  | Marcatori | 37’ (aut.) Samuel 69’, 78’ Berbatov 82’ Gibson |

| Arbitro: | Mike Dean |

|             |           |                     |
| Macheda 80’ | Marcatori | 19’ Cole 78’ Drogba |

| Blackburn 11 aprile 2010, ore 14:30 CET 34ª giornata | Blackburn Rovers | 0 – 0 referto | Manchester United | Ewood Park (29.912 spett.)\| Arbitro: \| Peter Walton \| |
| Arbitro:                                             | Peter Walton     |               |                   |                                                          |

| Arbitro: | Martin Atkinson |

|  |           |             |
|  | Marcatori | 90’ Scholes |

| Arbitro: | Andre Marriner |

|                                       |           |          |
| Giggs 58’ (rig.), 86’ (rig.) Nani 81’ | Marcatori | 70’ King |

| Arbitro: | Steve Bennett |

|          |           |  |
| Nani 28’ | Marcatori |  |

| Manchester 9 maggio 2010, ore 17:00 CET 38ª giornata                                      | Sunderland | 0 – 4 referto                                           | Manchester United | Old Trafford |
| \| \| \| \| \| \| Marcatori \| 30’ Fletcher 37’ Giggs 53’ (aut.) Higginbotham 84’ Park \| |            |                                                         |                   |              |
|                                                                                           |            |                                                         |                   |              |
|                                                                                           | Marcatori  | 30’ Fletcher 37’ Giggs 53’ (aut.) Higginbotham 84’ Park |                   |              |

### Champions League

#### Fase a gironi
| Arbitro: | Nicola Rizzoli |

|  |           |             |
|  | Marcatori | 77’ Scholes |

| Arbitro: | Viktor Kassai |

|                       |           |           |
| Giggs 59’ Carrick 78’ | Marcatori | 56’ Džeko |

| Arbitro: | Claus Bo Larsen |

|  |           |              |
|  | Marcatori | 86’ Valencia |

| Arbitro: | Olegário Benquerença |

|                                     |           |                                       |
| Owen 29’ Scholes 84’ Valencia 90+2’ | Marcatori | 25’ Dzagoev 31’ Krasić 47’ Berezuckij |

| Arbitro: | Stéphane Lannoy |

|  |           |           |
|  | Marcatori | 20’ Tello |

| Arbitro: | Kuipers |

|           |           |                      |
| Džeko 56’ | Marcatori | 44’, 83’, 90+1’ Owen |

#### Ottavi di finale
| Arbitro: | Olegário Benquerença |

|                           |           |                             |
| Ronaldinho 3’ Seedorf 85’ | Marcatori | 36’ Scholes 66’, 74’ Rooney |

| Arbitro: | Massimo Busacca |

|                                       |           |  |
| Rooney 13’, 46’ Park 59’ Fletcher 88’ | Marcatori |  |

#### Quarti di finale
| Arbitro: | Frank De Bleeckere |

|                       |           |           |
| Ribéry 77’ Olić 90+2’ | Marcatori | 1’ Rooney |

| Arbitro: | Nicola Rizzoli |

|                        |           |                     |
| Gibson 3’ Nani 7’, 41’ | Marcatori | 43’ Olić 74’ Robben |

### FA Cup
| Arbitro: | Chris Foy |

|  |           |              |
|  | Marcatori | 19’ Beckford |

### League Cup
| Arbitro: | Peter Walton |

|             |           |  |
| Welbeck 66’ | Marcatori |  |

| Arbitro: | Chris Foy |

|  |           |                     |
|  | Marcatori | 6’ Welbeck 59’ Owen |

| Arbitro: | Mark Clattenburg |

|                 |           |  |
| Gibson 16’, 38’ | Marcatori |  |

| Arbitro: | Mike Dean |

|                       |           |           |
| Tévez 41’ (rig.), 65’ | Marcatori | 16’ Giggs |

| Arbitro: | Howard Webb |

|                                      |           |           |
| Scholes 52’ Carrick 71’ Rooney 90+2’ | Marcatori | 76’ Tévez |

| Arbitro: | Phil Dowd |

|                  |           |                     |
| Milner 5’ (rig.) | Marcatori | 12’ Owen 74’ Rooney |

## Statistiche

### Statistiche di squadra
| Competizione     | Punti | In casa | In casa | In casa | In casa | In casa | In casa | In trasferta | In trasferta | In trasferta | In trasferta | In trasferta | In trasferta | Totale | Totale | Totale | Totale | Totale | Totale | DR  |
| Competizione     | Punti | G       | V       | N       | P       | Gf      | Gs      | G            | V            | N            | P            | Gf           | Gs           | G      | V      | N      | P      | Gf     | Gs     | DR  |
| ---------------- | ----- | ------- | ------- | ------- | ------- | ------- | ------- | ------------ | ------------ | ------------ | ------------ | ------------ | ------------ | ------ | ------ | ------ | ------ | ------ | ------ | --- |
| Premier League   | 85    | 19      | 16      | 1       | 2       | 52      | 12      | 19           | 11           | 3            | 5            | 34           | 16           | 38     | 27     | 4      | 7      | 86     | 28     | +58 |
| FA Cup           | -     | 1       | 0       | 0       | 1       | 0       | 1       | -            | -            | -            | -            | -            | -            | 1      | 0      | 0      | 1      | 0      | 1      | -1  |
| League Cup       | -     | 3       | 3       | 0       | 0       | 6       | 1       | 3            | 2            | 0            | 1            | 5            | 3            | 6      | 5      | 0      | 1      | 11     | 4      | +7  |
| Champions League | 13    | 3       | 1       | 1       | 1       | 5       | 5       | 4            | 4            | 0            | 0            | 8            | 3            | 7      | 5      | 1      | 1      | 13     | 8      | +5  |
| Community Shield | -     | -       | -       | -       | -       | -       | -       | -            | -            | -            | -            | -            | -            | 1      | 0      | 1      | 0      | 2      | 2      | 0   |
| Totale           | -     | 26      | 20      | 2       | 4       | 63      | 19      | 26           | 17           | 3            | 6            | 47           | 22           | 53     | 37     | 6      | 11     | 112    | 43     | +69 |

### Statistiche dei giocatori
| Giocatore      | Premier League | Premier League | Premier League | Premier League | FA Cup+League Cup | FA Cup+League Cup | FA Cup+League Cup | FA Cup+League Cup | Champions League | Champions League | Champions League | Champions League | Community Shield | Community Shield | Community Shield | Community Shield | Totale   | Totale | Totale      | Totale     |
| Giocatore      | Presenze       | Reti           | Ammonizioni    | Espulsioni     | Presenze          | Reti              | Ammonizioni       | Espulsioni        | Presenze         | Reti             | Ammonizioni      | Espulsioni       | Presenze         | Reti             | Ammonizioni      | Espulsioni       | Presenze | Reti   | Ammonizioni | Espulsioni |
| -------------- | -------------- | -------------- | -------------- | -------------- | ----------------- | ----------------- | ----------------- | ----------------- | ---------------- | ---------------- | ---------------- | ---------------- | ---------------- | ---------------- | ---------------- | ---------------- | -------- | ------ | ----------- | ---------- |
| B. Amos        | 0              | 0              | 0              | 0              | 0                 | 0                 | 0                 | 0                 | 0                | 0                | 0                | 0                | 0                | 0                | 0                | 0                | 0        | 0      | 0           | 0          |
| Anderson       | 14             | 1              | 1              | 0              | 1+3               | 0                 | 0                 | 0                 | 5                | 0                | 0                | 0                | 0                | 0                | 0                | 0                | 23       | 1      | 1           | 0          |
| D. Berbatov    | 33             | 12             | 1              | 0              | 1+2               | 0                 | 0                 | 0                 | 6                | 0                | 1                | 0                | 1                | 0                | 1                | 0                | 43       | 12     | 3           | 0          |
| F. Brandy      | 0              | 0              | 0              | 0              | 0                 | 0                 | 0                 | 0                 | 0                | 0                | 0                | 0                | 0                | 0                | 0                | 0                | 0        | 0      | 0           | 0          |
| W. Brown       | 19             | 0              | 2              | 0              | 1+5               | 0                 | 1+0               | 0                 | 4                | 0                | 0                | 0                | 0                | 0                | 0                | 0                | 29       | 0      | 3           | 0          |
| M. Carrick     | 30             | 3              | 1              | 0              | 0+5               | 0+1               | 0                 | 0                 | 8                | 1                | 2                | 1                | 1                | 0                | 0                | 0                | 44       | 5      | 3           | 1          |
| C. Cathcart    | 0              | 0              | 0              | 0              | 0                 | 0                 | 0                 | 0                 | 0                | 0                | 0                | 0                | 0                | 0                | 0                | 0                | 0        | 0      | 0           | 0          |
| J. Chester     | 0              | 0              | 0              | 0              | 0                 | 0                 | 0                 | 0                 | 0                | 0                | 0                | 0                | 0                | 0                | 0                | 0                | 0        | 0      | 0           | 0          |
| T. Cleverley   | 0              | 0              | 0              | 0              | 0                 | 0                 | 0                 | 0                 | 0                | 0                | 0                | 0                | 0                | 0                | 0                | 0                | 0        | 0      | 0           | 0          |
| R. De Laet     | 2              | 0              | 0              | 0              | 0+3               | 0                 | 0+1               | 0                 | 0                | 0                | 0                | 0                | 0                | 0                | 0                | 0                | 5        | 0      | 1           | 0          |
| M. Biram Diouf | 5              | 1              | 1              | 0              | 0+1               | 0                 | 0                 | 0                 | 0                | 0                | 0                | 0                | 0                | 0                | 0                | 0                | 6        | 1      | 1           | 0          |
| D. Drinkwater  | 0              | 0              | 0              | 0              | 0                 | 0                 | 0                 | 0                 | 0                | 0                | 0                | 0                | 0                | 0                | 0                | 0                | 0        | 0      | 0           | 0          |
| C. Evans       | 0              | 0              | 0              | 0              | 0                 | 0                 | 0                 | 0                 | 0                | 0                | 0                | 0                | 0                | 0                | 0                | 0                | 0        | 0      | 0           | 0          |
| J. Evans       | 18             | 0              | 2              | 0              | 1+5               | 0                 | 0                 | 0                 | 3                | 0                | 0                | 0                | 1                | 0                | 0                | 0                | 28       | 0      | 2           | 0          |
| P. Evra        | 38             | 0              | 5              | 0              | 0+3               | 0                 | 0+1               | 0                 | 9                | 0                | 0                | 0                | 1                | 0                | 1                | 0                | 51       | 0      | 7           | 0          |
| Fábio          | 5              | 0              | 0              | 0              | 0+2               | 0                 | 0+1               | 0+1               | 2                | 0                | 0                | 0                | 1                | 0                | 0                | 0                | 10       | 0      | 1           | 1          |
| R. Ferdinand   | 13             | 0              | 0              | 0              | 0+1               | 0                 | 0                 | 0                 | 6                | 0                | 0                | 0                | 1                | 0                | 0                | 0                | 21       | 0      | 0           | 0          |
| D. Fletcher    | 30             | 4              | 5              | 1              | 0+3               | 0                 | 0                 | 0                 | 7                | 1                | 1                | 0                | 1                | 0                | 0                | 0                | 41       | 5      | 6           | 1          |
| B. Foster      | 9              | -8             | 0              | 0              | 0+1               | 0                 | 0                 | 0                 | 2                | -1               | 0                | 0                | 1                | -2               | 0                | 0                | 13       | -11    | 0           | 0          |
| D. Gibson      | 15             | 2              | 2              | 0              | 1+3               | 0+2               | 1+1               | 0                 | 2                | 0                | 0                | 0                | 4                | 1                | 0                | 0                | 25       | 5      | 4           | 0          |
| R. Giggs       | 25             | 5              | 0              | 0              | 1+2               | 0+1               | 0                 | 0                 | 3                | 1                | 0                | 0                | 1                | 0                | 0                | 0                | 32       | 7      | 0           | 0          |
| D. Gray        | 0              | 0              | 0              | 0              | 0                 | 0                 | 0                 | 0                 | 0                | 0                | 0                | 0                | 0                | 0                | 0                | 0                | 0        | 0      | 0           | 0          |
| O. Hargreaves  | 1              | 0              | 0              | 0              | 0                 | 0                 | 0                 | 0                 | 0                | 0                | 0                | 0                | 0                | 0                | 0                | 0                | 1        | 0      | 0           | 0          |
| T. Heaton      | 0              | 0              | 0              | 0              | 0                 | 0                 | 0                 | 0                 | 0                | 0                | 0                | 0                | 0                | 0                | 0                | 0                | 0        | 0      | 0           | 0          |
| S. Hewson      | 0              | 0              | 0              | 0              | 0                 | 0                 | 0                 | 0                 | 0                | 0                | 0                | 0                | 0                | 0                | 0                | 0                | 0        | 0      | 0           | 0          |
| J. King        | 0              | 0              | 0              | 0              | 0+1               | 0                 | 0                 | 0                 | 0                | 0                | 0                | 0                | 0                | 0                | 0                | 0                | 1        | 0      | 0           | 0          |
| T. Kuszczak    | 8              | -7             | 0              | 0              | 1+3               | -1+-1             | 0                 | 0                 | 2                | -2               | 0                | 0                | 0                | 0                | 0                | 0                | 14       | -11    | 0           | 0          |
| M. James       | 0              | 0              | 0              | 0              | 0                 | 0                 | 0                 | 0                 | 0                | 0                | 0                | 0                | 0                | 0                | 0                | 0                | 0        | 0      | 0           | 0          |
| F. Macheda     | 5              | 1              | 0              | 0              | 0+3               | 0                 | 0                 | 0                 | 2                | 0                | 1                | 0                | 0                | 0                | 0                | 0                | 10       | 1      | 1           | 0          |
| Nani           | 23             | 3              | 1              | 1              | 0+2               | 0                 | 0                 | 0                 | 8                | 2                | 0                | 0                | 1                | 1                | 0                | 0                | 34       | 6      | 1           | 1          |
| G. Neville     | 17             | 0              | 3              | 0              | 1+4               | 0                 | 0                 | 0+1               | 6                | 0                | 1                | 0                | 0                | 0                | 0                | 0                | 28       | 0      | 4           | 1          |
| G. Obertan     | 7              | 0              | 0              | 0              | 1+2               | 0                 | 0                 | 0                 | 3                | 0                | 1                | 0                | 0                | 0                | 0                | 0                | 13       | 0      | 1           | 0          |
| J. O'Shea      | 15             | 1              | 0              | 0              | 0                 | 0                 | 0                 | 0                 | 3                | 0                | 0                | 0                | 1                | 0                | 0                | 0                | 19       | 1      | 0           | 0          |
| M. Owen        | 19             | 3              | 0              | 0              | 1+4               | 0+2               | 0                 | 0                 | 6                | 4                | 0                | 0                | 1                | 0                | 1                | 0                | 31       | 9      | 1           | 0          |
| Park J.S.      | 17             | 3              | 0              | 0              | 0+2               | 0                 | 0                 | 0                 | 6                | 1                | 0                | 0                | 1                | 0                | 0                | 0                | 26       | 4      | 0           | 0          |
| D. Petrucci    | 0              | 0              | 0              | 0              | 0                 | 0                 | 0                 | 0                 | 0                | 0                | 0                | 0                | 0                | 0                | 0                | 0                | 0        | 0      | 0           | 0          |
| R. Possebon    | 0              | 0              | 0              | 0              | 0                 | 0                 | 0                 | 0                 | 0                | 0                | 0                | 0                | 0                | 0                | 0                | 0                | 0        | 0      | 0           | 0          |
| Rafael         | 8              | 1              | 2              | 0              | 0+4               | 0                 | 0+1               | 0                 | 4                | 0                | 0                | 1                | 0                | 0                | 0                | 0                | 16       | 1      | 3           | 1          |
| W. Rooney      | 32             | 26             | 6              | 0              | 1+3               | 0+2               | 0                 | 0                 | 7                | 5                | 2                | 0                | 1                | 1                | 0                | 0                | 44       | 34     | 8           | 0          |
| P. Scholes     | 28             | 3              | 9              | 1              | 0+2               | 0+1               | 0+1               | 0                 | 7                | 3                | 2                | 0                | 1                | 0                | 0                | 0                | 38       | 7      | 12          | 1          |
| D. Simpson     | 0              | 0              | 0              | 0              | 0                 | 0                 | 0                 | 0                 | 0                | 0                | 0                | 0                | 0                | 0                | 0                | 0                | 0        | 0      | 0           | 0          |
| Z. Tošić       | 0              | 0              | 0              | 0              | 0+2               | 0                 | 0+1               | 0                 | 0                | 0                | 0                | 0                | 0                | 0                | 0                | 0                | 2        | 0      | 1           | 0          |
| L. Valencia    | 34             | 5              | 3              | 0              | 1+4               | 0                 | 0                 | 0                 | 9                | 2                | 0                | 0                | 1                | 0                | 0                | 0                | 49       | 7      | 3           | 0          |
| N. Vidić       | 24             | 1              | 8              | 1              | 0+2               | 0                 | 0+1               | 0                 | 7                | 0                | 2                | 0                | 0                | 0                | 0                | 0                | 33       | 1      | 11          | 1          |
| D. Welbeck     | 5              | 0              | 0              | 0              | 1+3               | 0+2               | 0                 | 0                 | 2                | 0                | 0                | 0                | 0                | 0                | 0                | 0                | 11       | 2      | 0           | 0          |
| R. Zieler      | 0              | 0              | 0              | 0              | 0                 | 0                 | 0                 | 0                 | 0                | 0                | 0                | 0                | 0                | 0                | 0                | 0                | 0        | 0      | 0           | 0          |
| E. van der Sar | 21             | -13            | 0              | 0              | 0+2               | -0+-3             | 0+1               | 0                 | 6                | -10              | 0                | 0                | 0                | 0                | 0                | 0                | 29       | -26    | 1           | 0          |